# A Case of Tomatoes
Pour plus de détails, voir Fiche technique et Distribution.
A Case of Tomatoes est un film muet américain réalisé par Gilbert M. Anderson et sorti en 1909.

## Fiche technique
- Titre : A Case of Tomatoes
- Réalisation : Gilbert M. Anderson
- Scénario :
- Photographie :
- Montage :
- Producteur :
- Société de production : The Essanay Film Manufacturing Company
- Société de distribution : The Essanay Film Manufacturing Company
- Pays de production :  États-Unis
- Langue : film muet avec les intertitres en anglais
- Format : Noir et blanc — 35 mm — 1,33:1 — Muet
- Genre : Comédie
- Durée :
- Date de sortie :
  - États-Unis : 15 septembre 1909